# 2019年レッドブル・エアレース・ワールドシリーズ
2019年レッドブル・エアレース・ワールドシリーズでは、2019年に開催された通算14シーズン目のレッドブル・エアレース・ワールドシリーズについて述べる。
2019年5月29日、「レッドブルが主催する他の世界選手権と比較して、業界外から十分な興味を引くことができなかった」ことを理由に、同年9月の日本・幕張海浜公園でのレースを最後にシリーズを終了することが発表された。これに伴い、2月に開催済みのアラブ首長国連邦・アブダビ、6月のロシア・カザン、7月のハンガリー・バラトン湖、9月の日本・千葉の4戦のみレースを行う短期決戦とし、他のレースは行われないことが発表された。

## 概要
2019年1月30日、2019年シーズンの暫定的な開催地と開催日が発表された開幕戦は12年連続となるアブダビ、ヨーロッパから前年に引き続きロシア・カザン、ハンガリー・ブダペストの他1都市、アメリカ合衆国・インディアナポリス、アジアから千葉の他1都市となり、最終戦はサウジアラビアと発表された。千葉戦はこれまで5月・6月の初夏に行われていたが、本年は9月に開催される予定である。
チャレンジャークラスには新たにアメリカ合衆国からサミー・メイソンが、オーストリアからパトリック・ストラッサーが、スイスからヴィト・ウィプラチェッティガーが加わった。メイソンは2月3日に25歳を迎えたばかりの最年少パイロットである。また、ハンガリーのダニエル・ジェネヴェイが引退した。その結果、10か国から全12名が参戦する。チャレンジャークラスのレースは、7試合の合計ポイントの上位6名が最終戦チャレンジャーカップに挑むことができ、それまでの獲得ポイントに関わらず最終戦の勝者が最終的な勝者であったが、今シーズンからは各パイロットの出場レース数が平等になるよう調整した上で、マスタークラスと同様の形態となる。
本シリーズから、マスタークラスのポイントが大きく変更された。昨シーズンまでは1位から10位に15〜1ポイントが与えられ、11位から14位は0ポイントだったが、本年は1位に25ポイントから始まり、13位までポイントが与えられ、14位のみ0ポイントとなった。また、2010年シリーズ以来となる予選ポイントが復活し、予選上位3位までに順次3〜1ポイントが与えられる。また、オーバーGに関して「10Gが0.6秒以上続いた場合+2秒のペナルティ、12Gを超えたらDNF」から、「11Gを超えたら+1秒のペナルティ、12Gを超えたらDNF」へと変更された。2016年シーズン中に不慮の事故で亡くなったハンネス・アルヒのチームにいたテクニシャンがニコラス・イワノフのチームメンバーとなり、アルヒの別のチームメイトはピート・マクロードのチームに加わった。2017年シーズンに引退したピーター・ポドランセックのテクニシャンがペトル・コプシュタインのテクニシャンに就任するなど、チーム間のメンバー異動があった。

## 参加パイロット

### マスタークラス
| No. | パイロット             | 使用機               | ラウンド |
| --- | ---------------------- | -------------------- | -------- |
| 5   | クリスチャン・ボルトン | ジブコ エッジ540 V2  | 1-4      |
| 8   | マルティン・ソンカ     | ジブコ エッジ540 V3  | 1-4      |
| 10  | カービー・チャンブリス | ジブコ エッジ540 V3  | 1-4      |
| 11  | ミカエル・ブラジョー   | MXエアクラフト MXS-R | 1-4      |
| 12  | フランソワ・ルボット   | ジブコ エッジ540 V3  | 1-4      |
| 18  | ペトル・コプシュタイン | ジブコ エッジ540 V3  | 1-4      |
| 21  | マティアス・ドルダラー | ジブコ エッジ540 V3  | 1-4      |
| 24  | ベン・マーフィー       | ジブコ エッジ540 V2  | 1-4      |
| 26  | フアン・ベラルデ       | ジブコ エッジ540 V2  | 1-4      |
| 27  | ニコラス・イワノフ     | ジブコ エッジ540 V2  | 1-4      |
| 31  | 室屋義秀               | ジブコ エッジ540 V3  | 1-4      |
| 84  | ピート・マクロード     | ジブコ エッジ540 V3  | 1-4      |
| 95  | マット・ホール         | ジブコ エッジ540 V3  | 1-4      |
| 99  | マイケル・グーリアン   | ジブコ エッジ540 V2  | 1-4      |

### チャレンジャークラス
チャレンジャークラスのパイロットは全員、ジブコ エッジ540 V2を使用する。
| No. | パイロット                     | ラウンド           | 最終戦 出場可否 |
| --- | ------------------------------ | ------------------ | --------------- |
| 6   | ルーク・チェピエラ             | 1, 3-1             | ○               |
| 7   | ケニー・チャン                 | 2-1, 2-2           | ○               |
| 15  | バティスト・ヴィーニュ         | 2-1, 3-2           | ○               |
| 17  | ダニエル・リファ               | 2-1, 2-2, 3-1, 3-2 | ×               |
| 32  | ダリオ・コスタ                 | 1, 3-1, 3-2        | ×               |
| 33  | メラニー・アストル             | 1, 3-2             | ×               |
| 48  | ケヴィン・コールマン           | 1, 2-1, 2-2        | ○               |
| 62  | フロリアン・バーガー           | 1, 2-1             | ○               |
| 77  | パトリック・デヴィッドソン     | 2-1, 2-2, 3-1      | ×               |
| 25  | サミー・メイソン               | 1, 2-1, 2-2        | ×               |
| 23  | パトリック・ストラッサー       | 2-1, 2-2, 3-2      | ×               |
| 87  | ヴィト・ウィプラチェッティガー | 3-1, 3-2           | ○               |

## レース日程と結果
| ラウンド | 国               | 地域                         | 開催日        | マスタークラス       | マスタークラス | チャレンジャークラス              | チャレンジャークラス                               | レポート |
| ラウンド | 国               | 地域                         | 開催日        | 予選第1位            | 優勝者         | 予選第1位                         | 優勝者                                             | レポート |
| -------- | ---------------- | ---------------------------- | ------------- | -------------------- | -------------- | --------------------------------- | -------------------------------------------------- | -------- |
| 1        | アラブ首長国連邦 | アブダビ                     | 2月8日・9日   | 室屋義秀             | 室屋義秀       | フロリアン・バーガー              | フロリアン・バーガー                               | 詳細     |
| 2        | ロシア           | タタールスタン・カザン       | 6月15日・16日 | ミカエル・ブラジョー | 室屋義秀       | ダブルヘッダー開催のため 予選なし | レース1 ケニー・チャンレース2 フロリアン・バーガー | 詳細     |
| 3        | ハンガリー       | バラトン湖                   | 7月13日・14日 | マルティン・ソンカ   | マット・ホール | ダブルヘッダー開催のため 予選なし | レース1 ダリオ・コスタレース2 ダニエル・リファ     | 詳細     |
| 4        | 日本             | 千葉県千葉市（幕張海浜公園） | 9月7日・8日   | フアン・ベラルデ     | 室屋義秀       | フロリアン・バーガー              | 令和元年房総半島台風（台風15号）接近に伴い中止     | 詳細     |

## 得点及び順位

### マスタークラス
マスタークラスのスコア・システム
| 予選順位 | 1位 | 2位 | 3位 |
| -------- | --- | --- | --- |
| 得点     | 3   | 2   | 1   |
| 順位 | 1位 | 2位 | 3位 | 4位 | 5位 | 6位 | 7位 | 8位 | 9位 | 10位 | 11位 | 12位 | 13位 | 14位 |
| 得点 | 25  | 22  | 20  | 18  | 14  | 13  | 12  | 11  | 5   | 4    | 3    | 2    | 1    | 0    |
| 順位 | パイロット             | 第1戦 | 第2戦 | 第3戦 | 第4戦 | ポイント |
| ---- | ---------------------- | ----- | ----- | ----- | ----- | -------- |
| 1    | マット・ホール         | 5     | 2     | 1     | 3     | 81       |
| 2    | 室屋義秀               | (1) 1 | 1     | 12    | 1     | 80       |
| 3    | マルティン・ソンカ     | 2     | (2)3  | (1)4  | (2)13 | 68       |
| 4    | ピート・マクロード     | (2) 9 | 9     | 3     | 4     | 50       |
| 5    | ベン・マーフィー       | 13    | 5     | 2     | 8     | 48       |
| 6    | カービー・チャンブリス | 8     | 12    | 6     | 2     | 48       |
| 7    | ニコラス・イワノフ     | 4     | 7     | 11    | 5     | 47       |
| 8    | ミカエル・ブラジョー   | 7     | (1) 8 | (3)10 | 6     | 44       |
| 9    | マイケル・グーリアン   | (3) 3 | 10    | 7     | 9     | 42       |
| 10   | フアン・ベラルデ       | 6     | 11    | (2)5  | (1)10 | 39       |
| 11   | フランソワ・ルボット   | 12    | (3)4  | 14    | (3)7  | 34       |
| 12   | クリスチャン・ボルトン | 14    | 6     | 8     | 11    | 27       |
| 13   | ペトル・コプシュタイン | 10    | 13    | 9     | 14    | 10       |
| 14   | マティアス・ドルダラー | 11    | DNS   | 13    | 12    | 6        |

| 色     | 結果                  |
| ------ | --------------------- |
| 金色   | 優勝                  |
| 銀色   | 2位                   |
| 銅色   | 3位                   |
| 緑     | ポイント圏内完走      |
| 青灰色 | ポイント圏外完走      |
| 青灰色 | 周回数不足 (NC)       |
| 紫     | リタイヤ (Ret)        |
| 赤     | 予選不通過 (DNQ)      |
| 赤     | 予備予選不通過 (DNPQ) |
| 黒     | 失格 (DSQ)            |
| 白     | スタートせず (DNS)    |
| 白     | エントリーせず (WD)   |
| 白     | レースキャンセル (C)  |
| 空欄   | 欠場                  |
| 空欄   | 出場停止処分 (EX)     |

### チャレンジャークラス
チャレンジャークラスの選手はシーズン中に少なくとも3大会に出場しなければならず、最も良かった4大会のスコアをチャレンジャー・カップのランキングに計上でき、ランキング上位6名のパイロットが最終レースへの参加権を得る。
チャレンジャークラスのスコア・システム
| 順位     | 1位 | 2位 | 3位 | 4位 | 5位 | 6-12位 |
| ポイント | 10  | 8   | 6   | 4   | 2   | 0      |
| 順位 | パイロット                     | 第1戦 | 第2戦 レース1 | 第2戦 レース2 | 第3戦 レース1 | 第3戦 レース2 | 第4戦 | ポイント |
| ---- | ------------------------------ | ----- | ------------- | ------------- | ------------- | ------------- | ----- | -------- |
| 1    | ダニエル・リファ               |       | 3             |               | 2             | 1             |       | 24       |
| 2    | ダリオ・コスタ                 | 5     |               |               | 1             | 2             |       | 20       |
| 3    | フロリアン・バーガー           | 1     |               | 1             |               |               |       | 20       |
| 4    | ケニー・チャン                 |       | 1             | 3             |               |               |       | 16       |
| 5    | サミー・メイソン               | 4     | 2             | 5             |               |               |       | 14       |
| 6    | パトリック・デヴィッドソン     |       | 6             | 2             | 3             |               |       | 14       |
| 7    | ケヴィン・コールマン           | 3     | 4             |               |               |               |       | 10       |
| 8    | メラニー・アストル             | 2     |               |               |               | 5             |       | 10       |
| 9    | バティスト・ヴィーニュ         |       |               | 4             |               | 3             |       | 10       |
| 10   | パトリック・ストラッサー       |       | 5             | 6             |               | 4             |       | 6        |
| 11   | ルーク・チェピエラ             | 6     |               |               | 4             |               |       | 4        |
| 12   | ヴィト・ウィプラチェッティガー |       |               |               | 5             | 6             |       | 2        |

| 色     | 結果                  |
| ------ | --------------------- |
| 金色   | 優勝                  |
| 銀色   | 2位                   |
| 銅色   | 3位                   |
| 緑     | ポイント圏内完走      |
| 青灰色 | ポイント圏外完走      |
| 青灰色 | 周回数不足 (NC)       |
| 紫     | リタイヤ (Ret)        |
| 赤     | 予選不通過 (DNQ)      |
| 赤     | 予備予選不通過 (DNPQ) |
| 黒     | 失格 (DSQ)            |
| 白     | スタートせず (DNS)    |
| 白     | エントリーせず (WD)   |
| 白     | レースキャンセル (C)  |
| 空欄   | 欠場                  |
| 空欄   | 出場停止処分 (EX)     |

### 最終戦
令和元年房総半島台風（台風15号）接近に伴い決勝が中止となり、9月7日に行われた予選の結果で順位が確定となった。
| 順 位 | No. | パイロット                     | タイム    | ペナルティ |
| ----- | --- | ------------------------------ | --------- | ---------- |
| 1     | 62  | フロリアン・バーガー           | 1:00.483  |            |
| 2     | 48  | ケヴィン・コールマン           | 1:02.244  |            |
| 3     | 15  | バティスト・ヴィーニュ         | 1:03.065  |            |
| 4     | 6   | ルーク・チェピエラ             | 01:05.027 |            |
| 5     | 87  | ヴィト・ウィプラチェッティガー | 1:05.419  | +3秒       |
| 6     | 7   | ケニー・チャン                 | 1:06.627  | +4秒       |